# Museo Francisco Goitia
El museo Francisco Goitia se encuentra ubicado en la Colonia Sierra de Álica de la Ciudad de Zacatecas. El inmueble fue construido en 1948 por el arquitecto Máximo de la Pedraja como Residencia Oficial de Gobernadores y fue remodelado en 1978. El museo expone las obras de los artistas plásticos zacatecanos que se han destacado a nivel nacional e internacional, como Francisco Goitia, Julio Ruelas, Pedro Coronel, Manuel Felguérez, Rafael Coronel y José Kuri Breña.  

## Historia del Inmueble
Leobardo Reynoso gobernador de Zacatecas (1944 - 1950), planificó la construcción del inmueble hacia 1945 en terrenos deshabitados, cerca de los acueductos residencias de clase alta que contarán con todos los servicios. Entre ellas se encontraba una casa para su uso gubernamental: la Casa del Gobierno del Estado. Proyectada y construida en 1945 con materiales propios de la región y mármol de Carrara en el vestíbulo y escalera principal.  
La Casa del Gobierno del Estado continuó en funciones hasta 1962 y se destinó la residencia a visitantes distinguidos y estudiantes de bajos recursos. Tras pasar por diferentes usos, siendo gobernador del estado, Fernando Pámanes Escobedo, el inmueble propiedad del Gobierno del Estado mediante un convenio de colaboración con el Instituto Nacional de Bellas Artes (INBA), es destinado para acondicionar al inmueble en el primer museo de arte en Zacatecas. 
En 1978 el edificio se acondicionó para la instalación del Museo Francisco Goitia con el proyecto de restauración de los arquitectos Guillermo Macías Manzanares y Jorge Osorio Mendiola. El museo abrió puertas al público el 8 de septiembre de 1978, con un concepto museográfico del maestro Jorge Bribiesca, especialista del INBA. El objetivo principal era exhibir las obras de Francisco Goitia que regresó de sus estudios plásticos en el extranjero. Además, adaptaron salas de exposiciones permanentes con una selección de obras de los más prestigiados artistas plásticos originarios de Zacatecas, que personificaron cien años de producción artística contemporánea en México, con el propósito de difundir la obra de los artistas plásticos que han destacado a nivel nacional e internacional.

## Salas
En el marco del 40 aniversario de operación del Museo, se decidió actualizar el guion curatorial, de acuerdo con los conceptos de la Museología contemporánea con la finalidad de buscar una nueva lectura y ampliar la investigación sobre sus contenidos propiciando un diálogo entre obra, autor y espectador.  El Museo cuenta con seis salas de exposición permanente.
- Sala Francisco Goitia
- Sala Julio Ruelas
- Sala Pedro Coronel
- Sala Manuel Felguérez
- Sala Rafael Coronel
- Sala José Kuri Breña

## Galería de imágenes

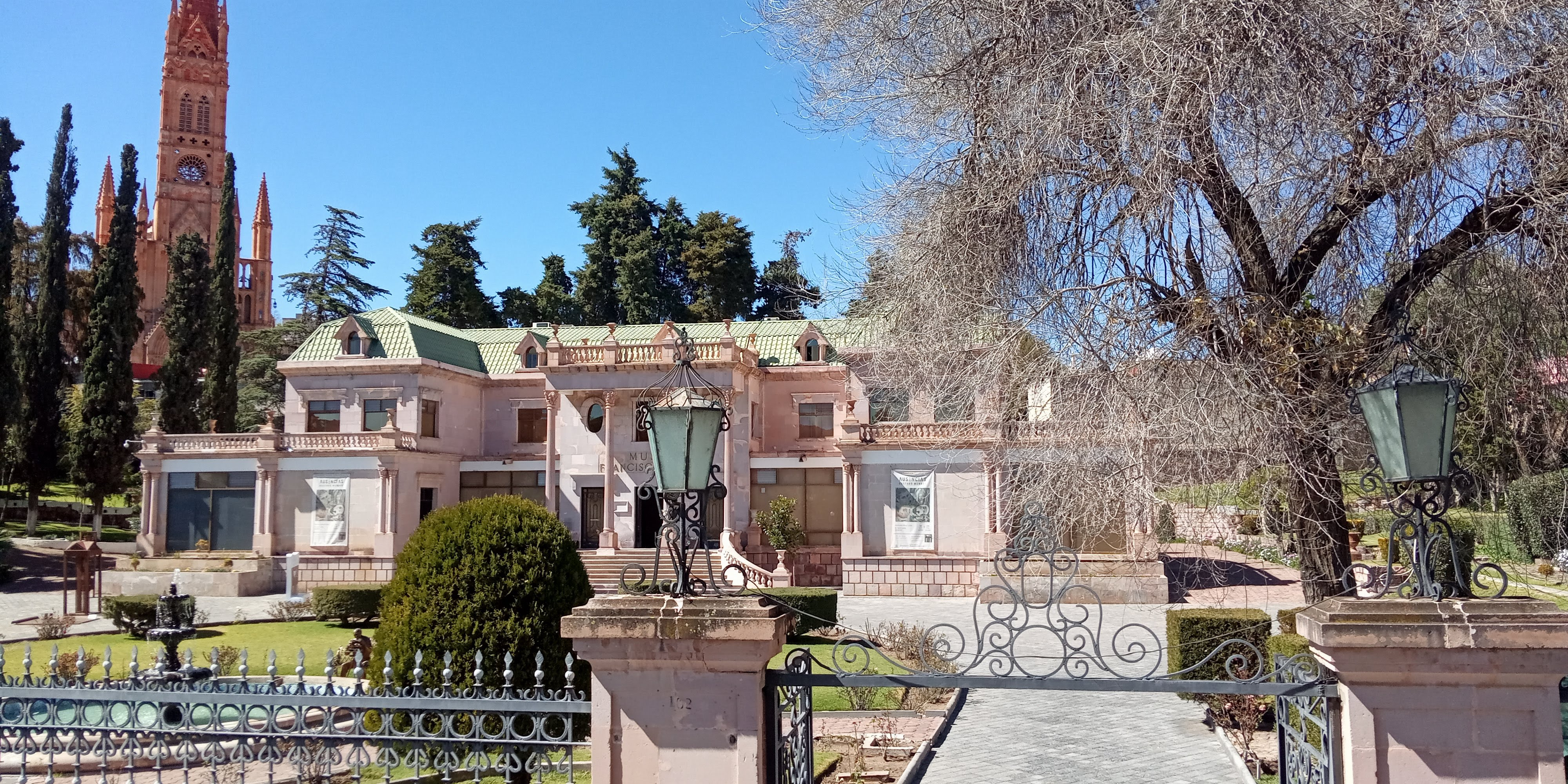

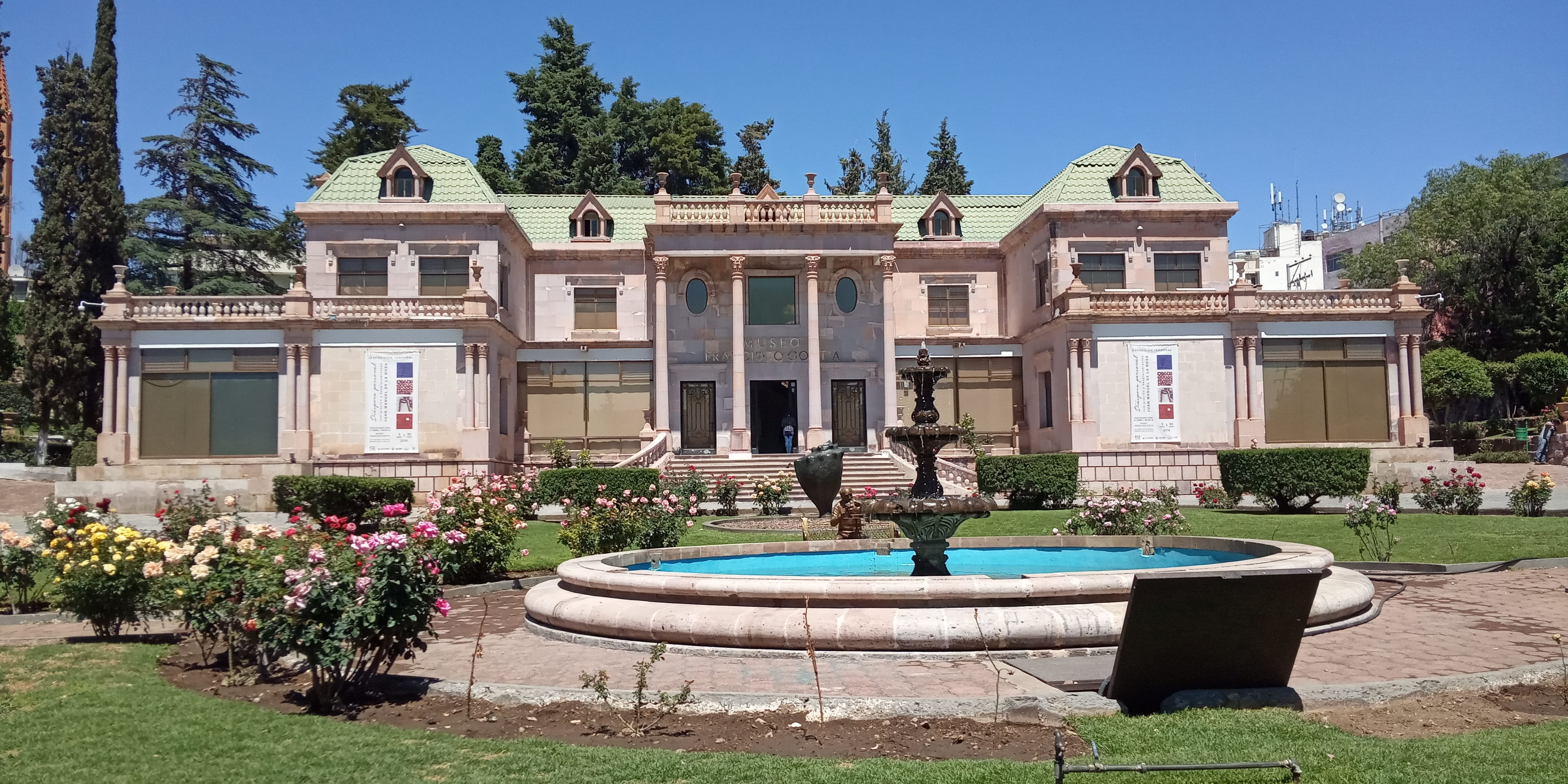

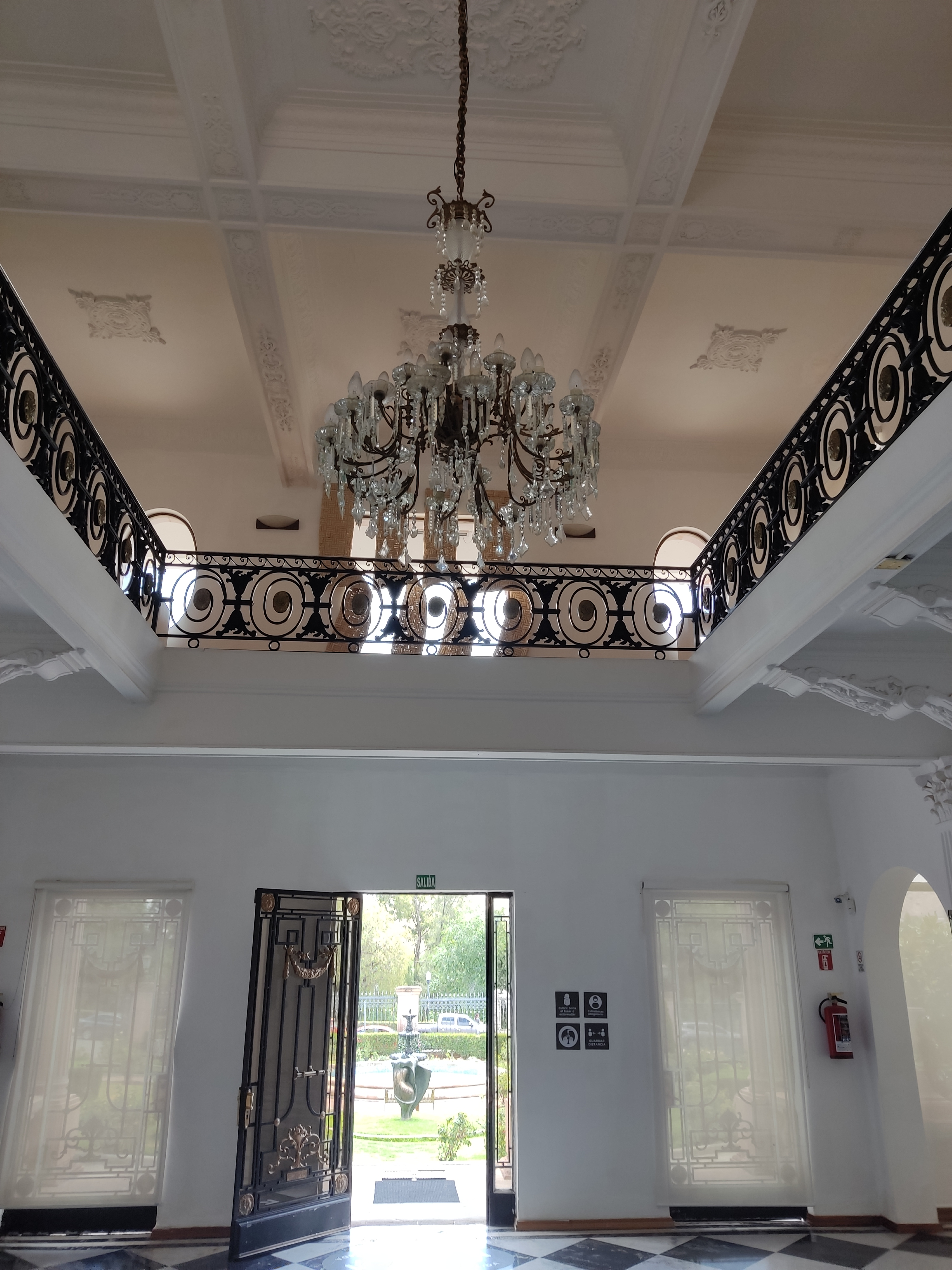

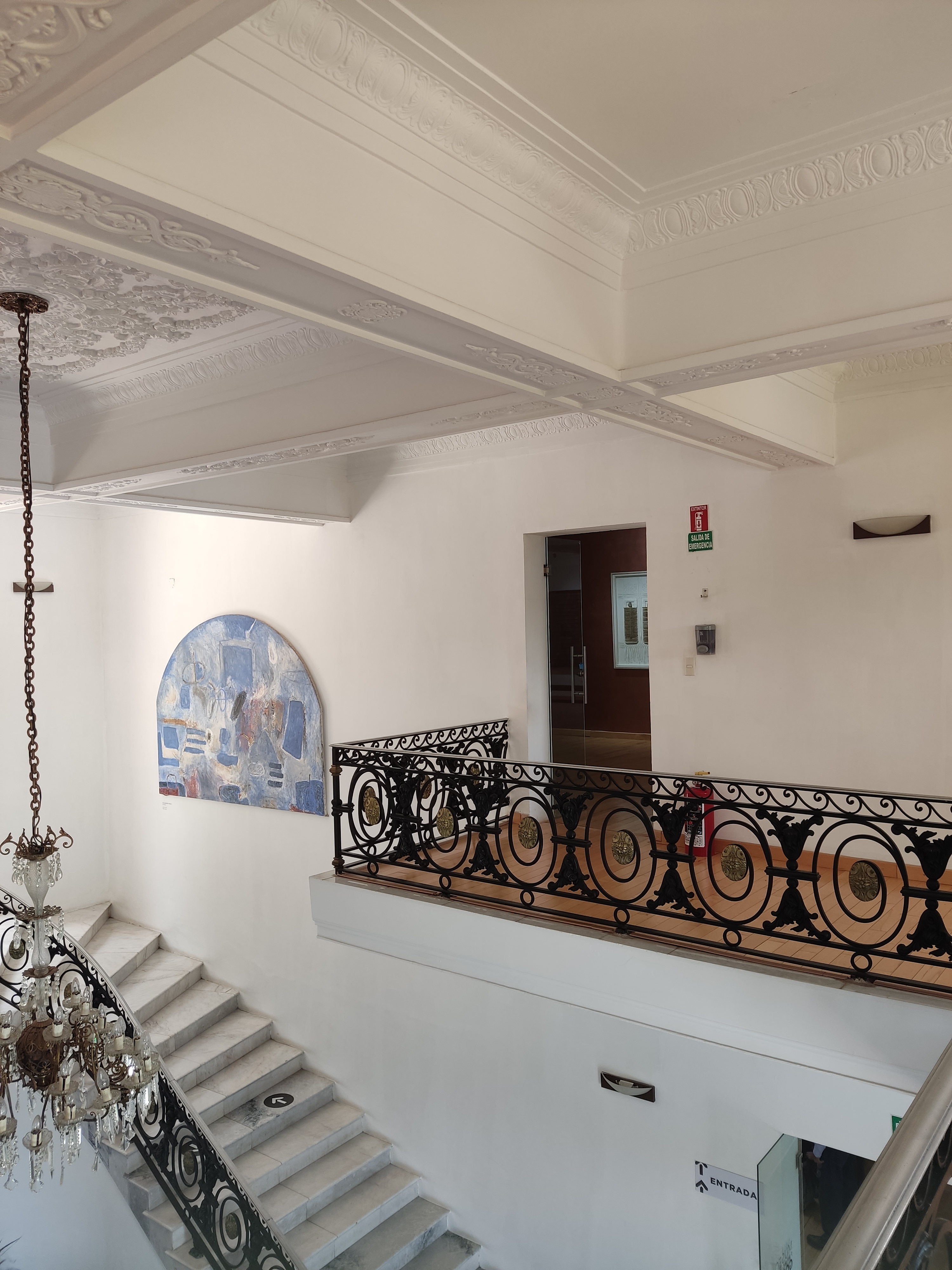

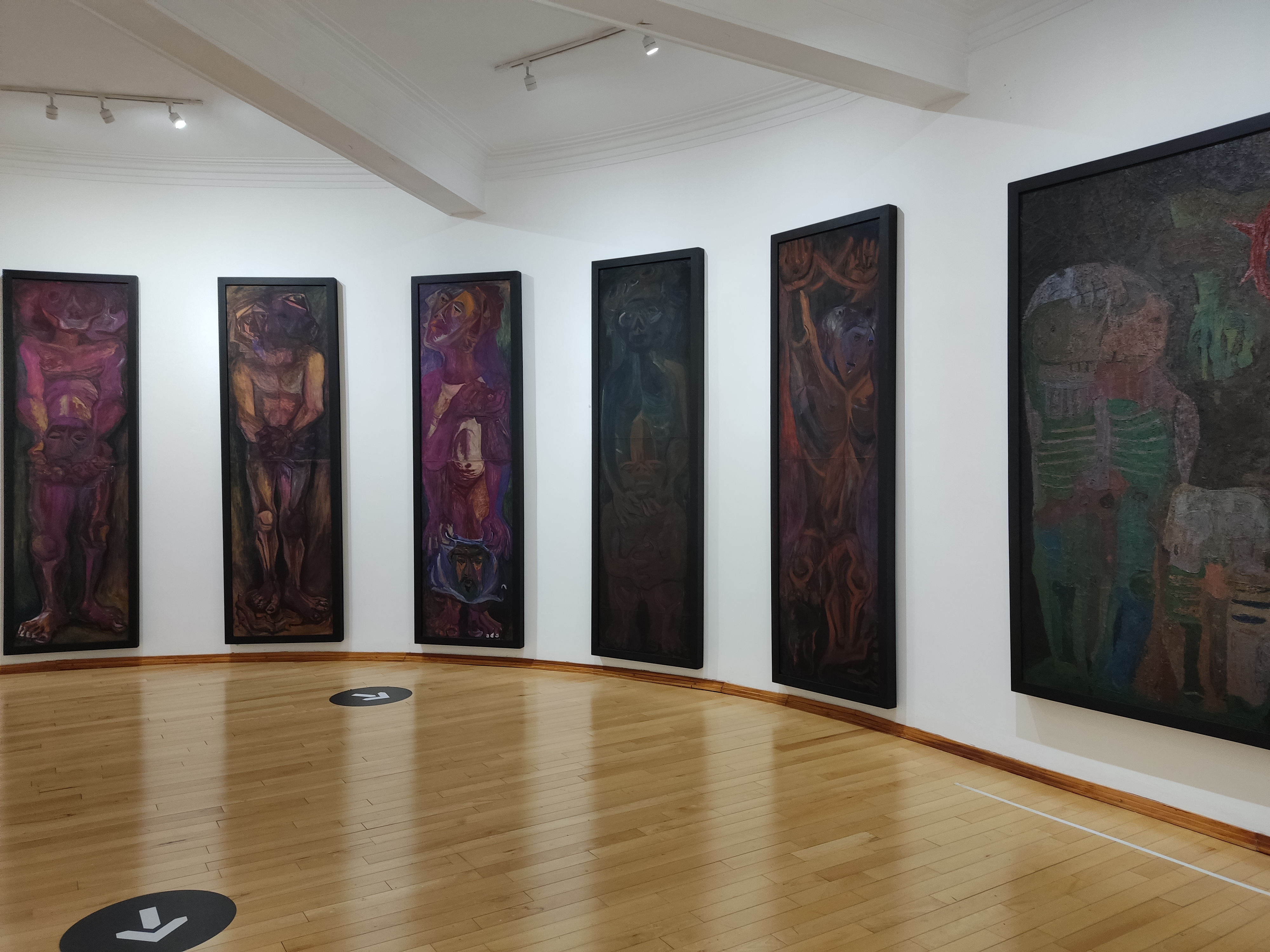

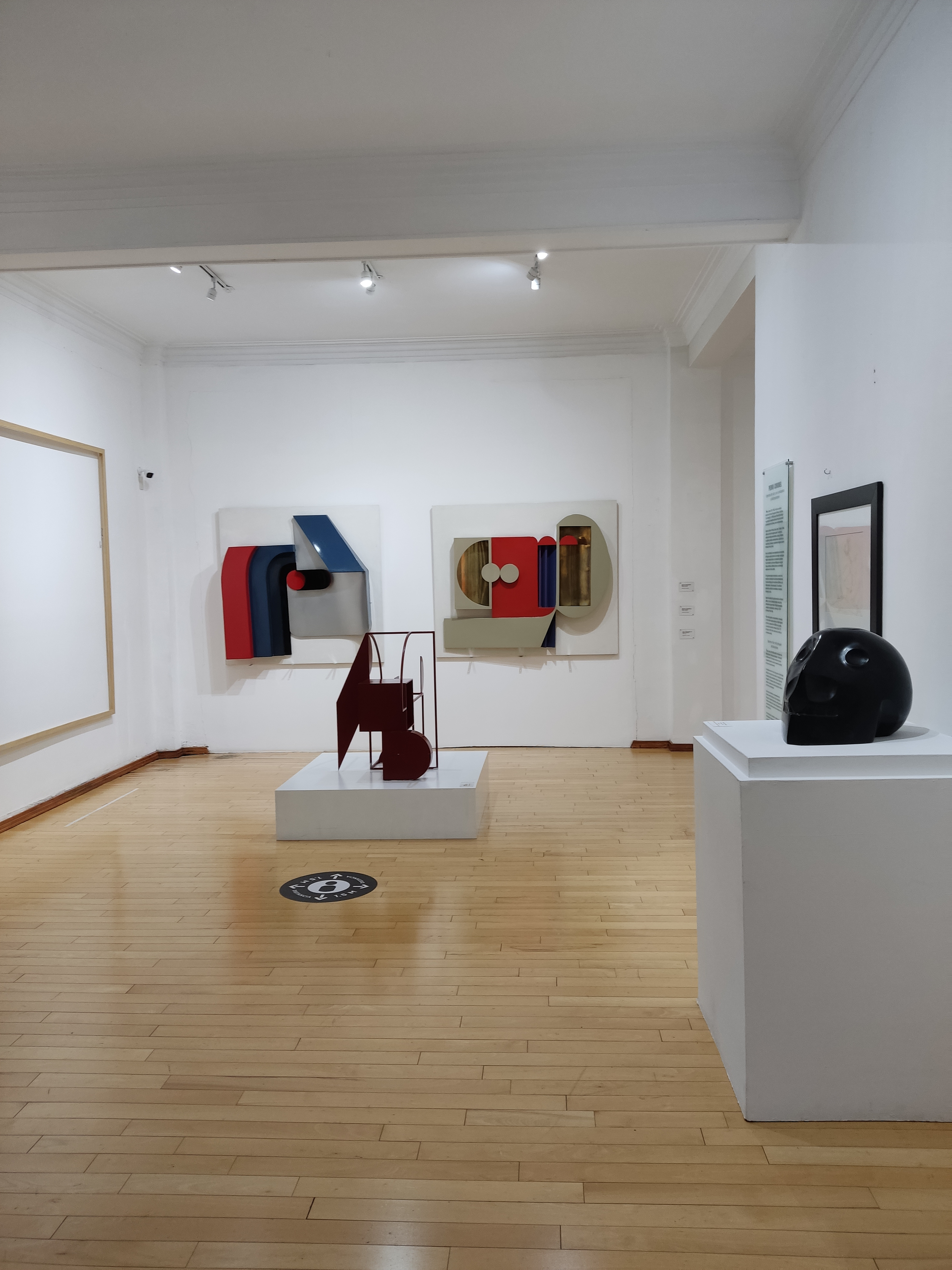

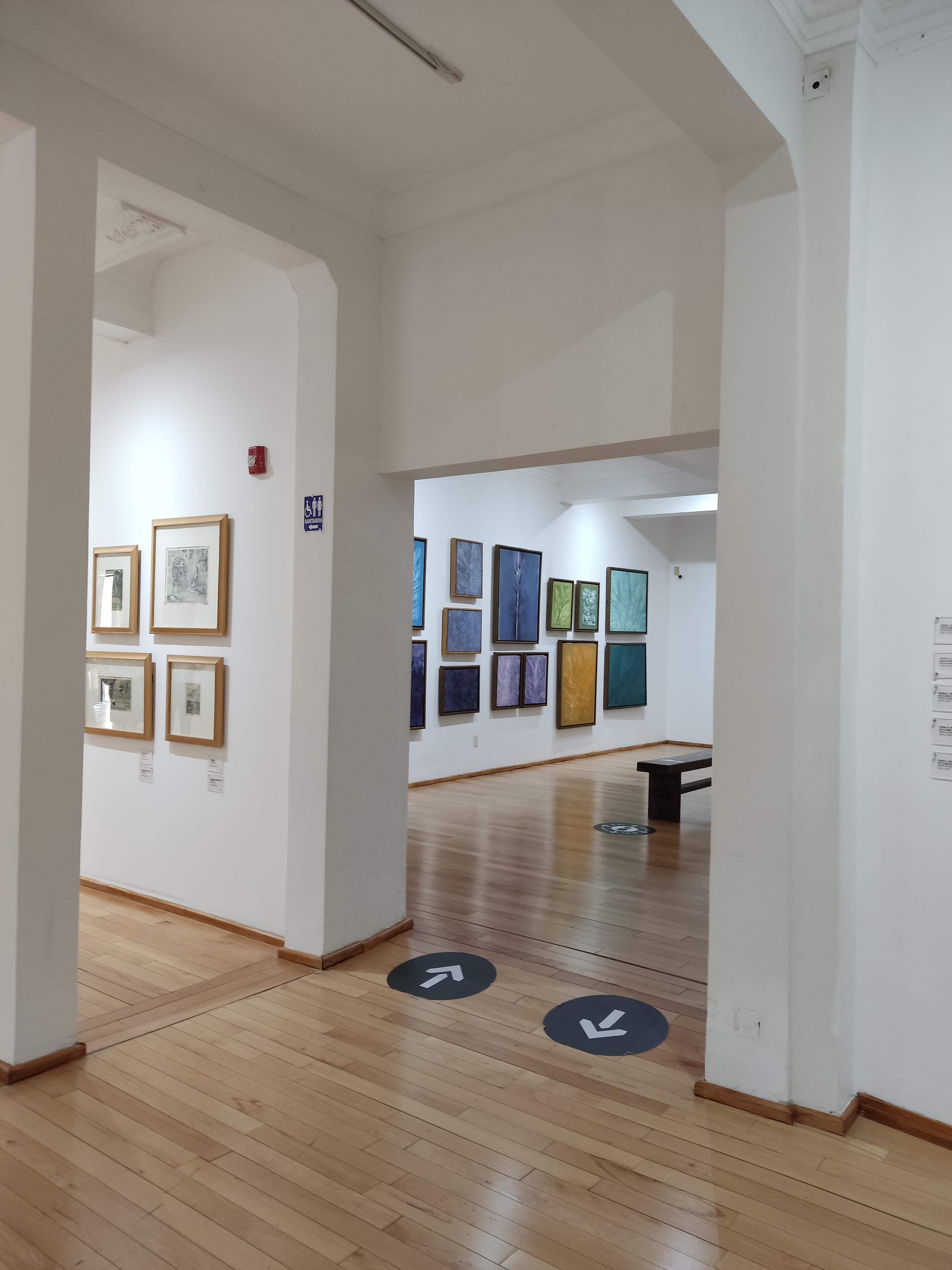

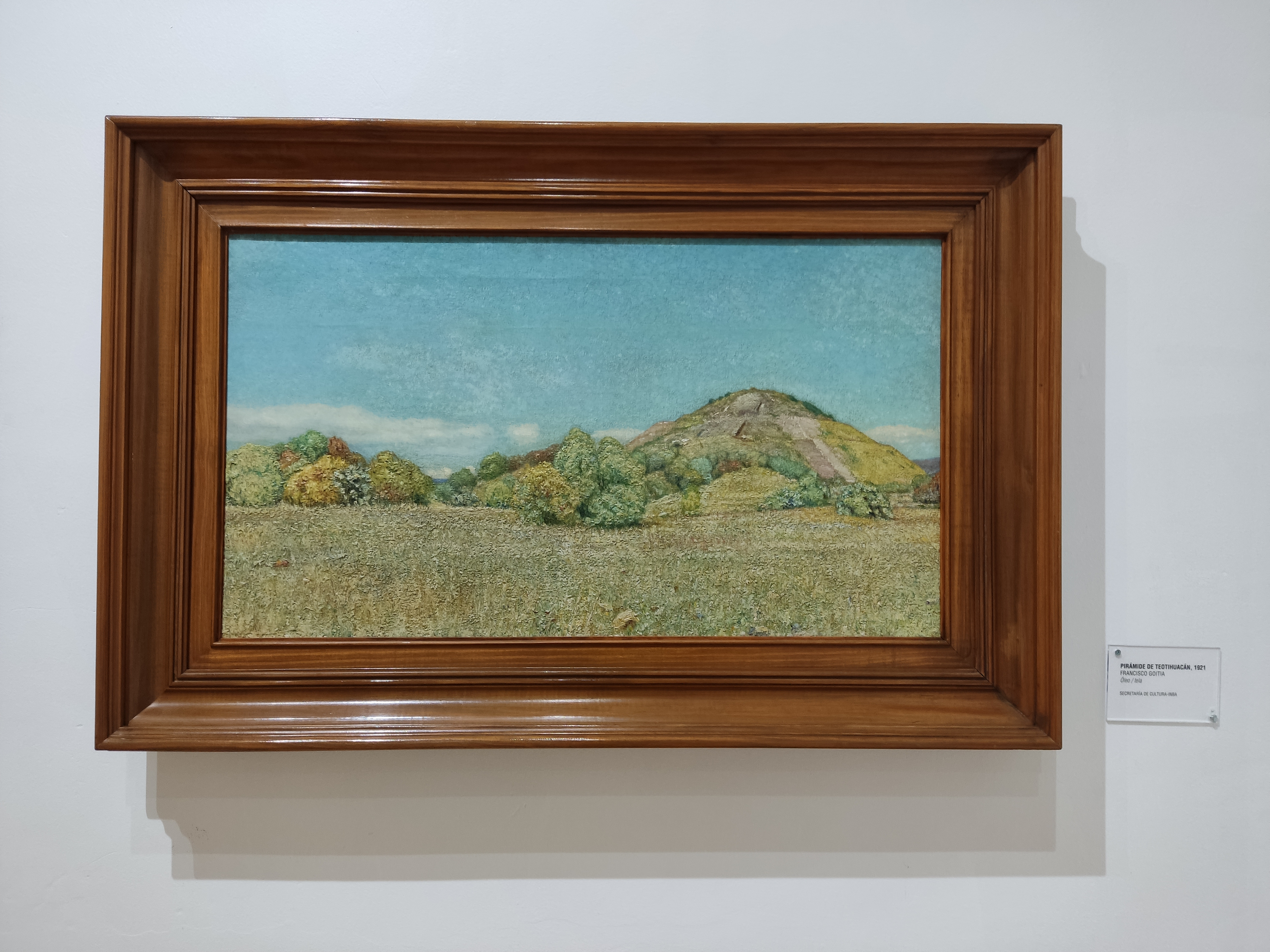

## Servicios
- Guías y folleterías
- Catálogos de exposiciones
- Conferencia